# Heidi Weng
Heidi Weng (* 20. Juli 1991 in Enebakk) ist eine norwegische Skilangläuferin. Sie startet für den traditionsreichen Sportverein der Landjugend in Oslo (Idrottslaget i Bondeungdomslaget i Oslo, IL i BUL).

## Werdegang
Weng gab ihr Weltcupdebüt im November 2009 in Beitostølen, wo sie über 10 Kilometer 39. wurde und mit der Staffel den 10. Platz belegte. In der Saison 2009/10 und 2010/11 trat sie vorwiegend beim Scandinaviancup an. Dabei belegte sie 2011 den ersten Platz in der Gesamtwertung. Bei den Nordischen Junioren-Skiweltmeisterschaften 2010 in Hinterzarten gewann sie Silber im 10-km-Verfolgungsrennen und Gold mit der Staffel. Ihre ersten Weltcuppunkte holte sie im März 2010 in Oslo mit dem 23. Platz im 30-km-klassisch-Massenstartrennen. Bei den Nordischen Junioren-Skiweltmeisterschaften 2011 in Otepää gewann sie Bronze über 5 km Freistil und Gold im 10-km-Verfolgungsrennen und mit der Staffel. Im Sommer 2011 holte sie bei den Rollerski-Weltmeisterschaften 2011 in Aure und in Kristiansund Bronze im 10-km-Berglauf und Silber im 24-km-Massenstartrennen. Zu Beginn der Saison 2011/12 kam sie in Davos mit dem neunten Platz über 15 km Freistil und den sechsten Platz im Sprint erstmals unter den ersten zehn bei Weltcupeinzelrennen. Es folgten in der Saison ihre ersten Weltcuppodestplatzierungen mit zwei dritte Plätze in Nové Město mit der Staffel und in Lahti im Skiathlon und den zweiten Platz in der Gesamtwertung beim Weltcup-Finale 2012.
Zu Beginn der folgenden Saison belegte Weng den dritten Platz bei der Nordic Opening in Kuusamo. Die Tour de Ski 2012/13 beendete sie auf dem sechsten Platz. Dabei erreichte sie bei der Sprintetappe in Val Müstair den dritten Platz. Im Januar 2013 holte sie in La Clusaz mit der Staffel ihren ersten Weltcupsieg. Bei den nordischen Skiweltmeisterschaften 2013 im Val di Fiemme erreichte sie im Skiathlon den dritten Platz und gewann den Titel mit der Staffel. Im März 2013 errang sie in Lahti den dritten Platz über 10 km klassisch und den zweiten Platz im Sprint in Drammen. Beim Weltcup-Finale 2013 belegte sie den vierten Platz. Die Weltcupsaison beendete sie auf dem fünften Platz im Gesamtweltcup und dem vierten Rang in der Distanzwertung. Im April 2015 siegte sie beim Flyktningerennet über 40 km klassisch.
In der Saison 2013/14 kam Weng bei der Nordic Opening auf den neunten Rang. Es folgte ihr zweiter Weltcupsieg in Lillehammer mit der Staffel. Am letzten Tag der Tour de Ski 2013/14 schob sie sich vom sechsten auf den dritten Platz vor und kam damit bei dieser Veranstaltung erstmals aufs Podium. Bei den Olympischen Winterspielen 2014 in Sotschi gewann sie im Auftaktwettbewerb im Skiathlon mit Bronze ihre erste olympische Medaille. Beim Weltcup-Finale 2014 in Falun erreichte sie den dritten Platz in der Gesamtwertung. Zum Saisonende belegte sie im Gesamtweltcup den vierten Platz und der Distanzwertung den fünften Rang.
In der Saison 2014/15 kam Weng bei allen 14 Teilnahmen bei Weltcuprennen in den Punkterängen und erreichte elfmal die die Top Zehn und fünfmal eine Podestplatzierung. Bei der Nordic Opening in Lillehammer und der Tour de Ski 2015 belegte sie den dritten Platz. Dabei erreichte sie bei allen Etappenrennen Podestplatzierungen. Im Januar 2015 wurde sie norwegische Meisterin im Skiathlon. Bei den Nordischen Skiweltmeisterschaften 2015 in Falun gewann sie Gold mit der Staffel. Ihre beste Einzelplatzierung bei dieser WM war der siebte Rang im Skiathlon. Die Saison beendete sie auf dem fünften Platz in der Sprintwertung, dem dritten Rang in der Distanzwertung und im Gesamtweltcup. Im März 2015 gewann sie den Skimarathon Storlirennet über 36 km Freistil. Nach Platz neun bei der Nordic Opening in Ruka zu Beginn der Weltcupsaison 2015/16, belegte sie in Lillehammer den zweiten Platz im Skiathlon und siegte tags darauf mit der Staffel. Beim Weltcup in Davos wurde sie Dritte über 15 km Freistil. Bei der Tour de Ski 2016 errang sie den dritten Platz. Dabei kam sie sechsmal aufs Podest und holte im 10-km-Massenstartrennen im Fleimstal ihren ersten Einzelsieg im Weltcup. Beim folgenden Weltcup in Planica belegte sie den dritten Platz im Sprint und den zweiten Rang zusammen mit Astrid Uhrenholdt Jacobsen im Teamsprint. In Nové Město siegte sie mit der Staffel. Bei den norwegischen Meisterschaften in Tromsø gewann sie das Sprintrennen. Im Februar 2016 kam sie im Weltcup dreimal auf den zweiten und einmal auf den dritten Rang. Im folgenden Monat wurde sie Zweite bei der Ski Tour Canada. Dabei kam sie bei allen Etappen aufs Podium und siegte im Skiathlon in Canmore. Anfang April 2016 wurde sie bei den norwegischen Meisterschaften in Beitostølen über 30 km und im Teamsprint jeweils Zweite und über 5 km Dritte. Zum Saisonende errang sie den vierten Platz im Sprintweltcup, den dritten Platz im Gesamtweltcup und den zweiten Platz im Distanzweltcup.
Nach zwei dritten Plätzen bei der ersten Weltcupstation der Saison 2016/17 in Ruka, gewann Weng die Weltcup-Minitour in Lillehammer. Dabei siegte sie im Sprint und errang den zweiten Platz über 5 km Freistil. Bei der Abschlussetappe lief sie die drittschnellste Zeit. Es folgte ein zweiter Platz über 15 km Freistil in Davos und Siege in La Clusaz mit der Staffel und im 10-km-Massenstartrennen. Die Tour de Ski 2016/17 gewann sie mit zwei dritten, zwei zweiten und einen ersten Platz. Im Januar 2017 siegte sie in Ulricehamn und kam in Falun im Sprint und im 15-km-Massenstartrennen jeweils auf den dritten Platz. Anfang Februar 2017 wurde sie bei den norwegischen Meisterschaften in Lygna Dritte im Skiathlon und Zweite im Sprint. In Otepää gelang ihr jeweils Platz drei über 10 km klassisch und im Sprint. Beim Saisonhöhepunkt den Nordischen Skiweltmeisterschaften 2017 in Lahti holte sie die Silbermedaille im 30-km-Massenstartrennen und jeweils die Goldmedaille mit der Staffel und zusammen mit Maiken Caspersen Falla im Teamsprint. Zudem wurde sie Siebte im Sprint, Fünfte im Skiathlon und Vierte über 10 km klassisch. Zum Saisonende kam sie beim Weltcup-Finale in Québec mit einem sechsten und zwei zweiten Plätzen, auf den zweiten Platz in der Gesamtwertung und gewann den Gesamtweltcup und den Distanzweltcup. Außerdem errang sie wie im Vorjahr den vierten Platz im Sprintweltcup. Zu Beginn der Saison 2017/18 belegte sie den vierten Platz beim Ruka Triple und errang in Lillehammer den zweiten Platz im Skiathlon. Es folgten zwei dritte Plätze in Toblach. Bei der Tour de Ski 2017/18 gewann sie mit zwei ersten und zwei zweiten Plätzen wie im Vorjahr die Gesamtwertung. Beim folgenden Weltcup in Planica wurde sie dritte über 10 km klassisch und in Seefeld in Tirol Zweite im Sprint. Beim Saisonhöhepunkt, den Olympischen Winterspielen 2018 in Pyeongchang lief sie jeweils auf den 11. Platz über 10 km Freistil und im Sprint, auf den neunten Rang im Skiathlon und auf den achten Platz im 30-km-Massenstartrennen. Zum Saisonende errang sie den 18. Platz beim Weltcupfinale in Falun und gewann abschließend den Gesamtweltcup und den Distanzweltcup.
In der Saison 2018/19 errang Weng den 16. Platz beim Lillehammer Triple und den siebten Platz bei der Tour de Ski 2018/19. Zudem siegte sie in Beitostølen und in Ulricehamn jeweils mit der Staffel. Bei den Nordischen Skiweltmeisterschaften 2019 in Seefeld in Tirol gewann sie die Silbermedaille mit der Staffel. In den Einzelrennen kam sie dort auf den 19. Platz über 10 km klassisch und auf den siebten Rang im Skiathlon. Beim Weltcupfinale in Québec lief sie auf den 20. Platz und erreichte abschließend den 16. Platz im Gesamtweltcup und den 11. Rang im Distanzweltcup. Nach Platz zwei beim Ruka Triple zu Beginn der Saison 2019/20, wurde sie in Lillehammer Dritte im Skiathlon und Erste mit der Staffel und in Davos Zweite über 10 km Freistil. Die Tour de Ski 2019/20 beendete sie mit zwei zweiten und einen dritten Platz, auf dem vierten Platz. Es folgten dritte Plätze in Nové Město über 10 km Freistil und in Falun im Massenstartrennen über 10 km Freistil. Bei der Skitour 2020 errang sie mit drei zweiten und einen dritten Platz, den zweiten Platz. Zum Saisonende siegte sie in Lahti mit der Staffel und erreichte im Gesamtweltcup und Distanzweltcup jeweils den zweiten Platz.
In der folgenden Saison gewann Weng bei den Nordischen Skiweltmeisterschaften in Oberstdorf die Silbermedaille im 30-km-Massenstartrennen und die Goldmedaille mit der Staffel und belegte mit je einen ersten, zweiten und dritten Platz bei sechs Teilnahmen im Einzelweltcup den 20. Platz im Gesamtweltcup und den siebten Rang im Distanzweltcup. Nach jeweils Platz drei in der Verfolgung in Ruka und mit der Staffel in Lillehammer zu Beginn der Saison 2021/22, errang sie bei der Tour de Ski 2021/22 mit jeweils einen ersten und zweiten Platz den dritten Gesamtrang. Die Olympischen Winterspiele 2022 in Peking in Peking verpasste sie aufgrund einer Covid-19-Erkrankung. Zum Saisonende errang sie zwei Top-Zehn-Platzierungen und beendete die Saison auf dem sechsten Platz im Gesamtweltcup. Zudem wurde sie beim letzten Weltcup der Saison in Falun Dritte mit der Mixed-Staffel.

## Erfolge

### Siege bei Weltcuprennen

#### Weltcupsiege im Einzel
| Nr. | Datum             | Ort         | Disziplin                    |
| --- | ----------------- | ----------- | ---------------------------- |
| 1   | 4. Dezember 2016  | Lillehammer | Gesamtwertung Nordic Opening |
| 2.  | 17. Dezember 2016 | La Clusaz   | 10 km Freistil Massenstart   |
| 3.  | 8. Januar 2017    | Tour de Ski | Gesamtwertung                |
| 4.  | 7. Januar 2018    | Tour de Ski | Gesamtwertung                |
| 5.  | 14. März 2021     | Engadin     | 30 km Freistil Verfolgung 1  |

#### Etappensiege bei Weltcuprennen
| Nr. | Datum            | Ort           | Disziplin                      | Rennen               |
| --- | ---------------- | ------------- | ------------------------------ | -------------------- |
| 1.  | 9. Januar 2016   | Val di Fiemme | 10 km klassisch Massenstart    | Tour de Ski 2016     |
| 2.  | 5. März 2016     | Québec        | 10 km Verfolgung Freistil 1    | Ski Tour Canada 2016 |
| 3.  | 9. März 2016     | Canmore       | 15 km Skiathlon                | Ski Tour Canada 2016 |
| 4.  | 2. Dezember 2016 | Lillehammer   | 1,3 km Sprint klassisch        | Nordic Opening 2016  |
| 5.  | 8. Januar 2017   | Val di Fiemme | 9 km Bergverfolgung Freistil 2 | Tour de Ski 2016/17  |
| 6.  | 6. Januar 2018   | Val di Fiemme | 15 km klassisch Massenstart    | Tour de Ski 2017/18  |
| 7.  | 7. Januar 2018   | Val di Fiemme | 9 km Bergverfolgung Freistil 2 | Tour de Ski 2017/18  |
| 8.  | 4. Januar 2022   | Val di Fiemme | 10 km Freistil Massenstart     | Tour de Ski 2021/22  |

#### Weltcupsiege im Team
| Nr. | Datum             | Ort         | Disziplin             |
| --- | ----------------- | ----------- | --------------------- |
| 1.  | 20. Januar 2013   | La Clusaz   | 4 × 5 km Staffel 3    |
| 2.  | 8. Dezember 2013  | Lillehammer | 4 × 5 km Staffel 3    |
| 3.  | 6. Dezember 2015  | Lillehammer | 4 × 5 km Staffel 4    |
| 4.  | 24. Januar 2016   | Nové Město  | 4 × 5 km Staffel 5    |
| 5.  | 18. Dezember 2016 | La Clusaz   | 4 × 5 km Staffel 6    |
| 6.  | 22. Januar 2017   | Ulricehamn  | 4 × 5 km Staffel 7    |
| 7.  | 9. Dezember 2018  | Beitostølen | 4 × 5 km Staffel 8    |
| 8.  | 27. Januar 2019   | Ulricehamn  | 4 × 5 km Staffel 5    |
| 9.  | 8. Dezember 2019  | Lillehammer | 4 × 5 km Staffel 9    |
| 10. | 1. März 2020      | Lahti       | 4 × 5 km Staffel 10   |
| 11. | 24. Januar 2021   | Lahti       | 4 × 5 km Staffel 11   |
| 12. | 5. Februar 2023   | Toblach     | 4 × 7,5 km Staffel 12 |

### Siege bei Continental-Cup-Rennen
| Nr. | Datum            | Ort     | Disziplin                       | Serie            |
| --- | ---------------- | ------- | ------------------------------- | ---------------- |
| 1.  | 21. Februar 2010 | Spåtind | 10 km Verfolgung Freistil       | Scandinavian Cup |
| 2.  | 26. Februar 2011 | Keuruu  | 10 km klassisch Individualstart | Scandinavian Cup |
| 3.  | 22. März 2025    | Gålå    | 10 km klassisch Individualstart | Scandinavian Cup |
| 4.  | 23. März 2025    | Gålå    | 20 km Freistil Massenstart      | Scandinavian Cup |

### Teilnahmen an Weltmeisterschaften und Olympischen Winterspielen

#### Olympische Spiele
| Jahr und Ort     | Wettbewerb | Wettbewerb | Wettbewerb | Wettbewerb | Wettbewerb | Wettbewerb |
| Jahr und Ort     | 10 km      | Skiathlon  | 30 km      | Sprint     | Staffel    | Teamsprint |
| ---------------- | ---------- | ---------- | ---------- | ---------- | ---------- | ---------- |
| 2014 Sotschi     | 9.         | 3.         | 19.        | –          | 5.         | –          |
| 2018 Pyeongchang | 11.        | 9.         | 8.         | 11.        | –          | –          |

#### Nordische Skiweltmeisterschaften
| Jahr und Ort       | Wettbewerb | Wettbewerb | Wettbewerb    | Wettbewerb | Wettbewerb | Wettbewerb |
| Jahr und Ort       | 10 km      | Skiathlon  | 30 / 50 km 13 | Sprint     | Staffel    | Teamsprint |
| ------------------ | ---------- | ---------- | ------------- | ---------- | ---------- | ---------- |
| 2013 Val di Fiemme | 6.         | 3.         | 4.            | –          | 1.         | –          |
| 2015 Falun         | 22.        | 7.         | 8.            | –          | 1.         | –          |
| 2017 Lahti         | 4.         | 5.         | 2.            | 7.         | 1.         | 1.         |
| 2019 Seefeld       | 19.        | 7.         | –             | –          | 2.         | –          |
| 2021 Oberstdorf    | 15.        | 9.         | 2.            | –          | 1.         | –          |
| 2025 Trondheim     | 5.         | 5.         | 2.            | –          | 2.         | –          |

### Platzierungen im Weltcup

#### Weltcup-Statistik
Die Tabelle zeigt die erreichten Platzierungen im Einzelnen.
- 1.–3. Platz: Anzahl der Podiumsplatzierungen
- Top 10: Anzahl der Platzierungen unter den ersten zehn
- Punkteränge: Anzahl der Platzierungen innerhalb der Punkteränge
- Starts: Anzahl gelaufener Rennen in der jeweiligen Disziplin
- Hinweis: Bei den Distanzrennen erfolgt die Einordnung gemäß FIS.

| Platzierung               | Distanzrennen a | Distanzrennen a | Distanzrennen a | Distanzrennen a | Distanzrennen a | Skiathlon Verfolgung | Sprint | Etappen- rennen b | Gesamt | Team   | Team    |
| Platzierung               | ≤ 5 km          | ≤ 10 km         | ≤ 15 km         | ≤ 30 km         | > 30 km         | Skiathlon Verfolgung | Sprint | Etappen- rennen b | Gesamt | Sprint | Staffel |
| ------------------------- | --------------- | --------------- | --------------- | --------------- | --------------- | -------------------- | ------ | ----------------- | ------ | ------ | ------- |
| 1. Platz                  |                 | 4               |                 |                 |                 | 5                    | 1      | 3                 | 13     |        | 12      |
| 2. Platz                  | 5               | 20              | 1               | 2               |                 | 15                   | 5      | 6                 | 54     | 1      | 2       |
| 3. Platz                  | 2               | 13              | 4               | 2               | 1               | 14                   | 10     | 7                 | 53     |        | 3       |
| Top 10                    | 14              | 81              | 11              | 16              | 1               | 50                   | 31     | 25                | 229    | 3      | 21      |
| Punkteränge               | 18              | 96              | 12              | 22              | 3               | 64                   | 69     | 30                | 314    | 3      | 21      |
| Starts                    | 21              | 98              | 12              | 22              | 3               | 65                   | 91     | 30                | 342    | 3      | 21      |
| Stand: Saisonende 2024/25 |                 |                 |                 |                 |                 |                      |        |                   |        |        |         |

#### Weltcup-Gesamtplatzierungen
| Saison  | Gesamt | Gesamt | Distanz | Distanz | Sprint | Sprint |
| Saison  | Punkte | Platz  | Punkte  | Platz   | Punkte | Platz  |
| ------- | ------ | ------ | ------- | ------- | ------ | ------ |
| 2009/10 | 8      | 110.   | 8       | 87.     | -      | -      |
| 2010/11 | 59     | 59.    | 30      | 49.     | 3      | 83.    |
| 2011/12 | 785    | 10.    | 429     | 10.     | 166    | 21.    |
| 2012/13 | 1085   | 5.     | 526     | 4.      | 179    | 13.    |
| 2013/14 | 951    | 4.     | 448     | 5.      | 85     | 27.    |
| 2014/15 | 1332   | 3.     | 692     | 3.      | 280    | 5.     |
| 2015/16 | 2172   | 3.     | 1145    | 2.      | 409    | 4.     |
| 2016/17 | 2032   | 1.     | 951     | 1.      | 321    | 4.     |
| 2017/18 | 1476   | 1.     | 818     | 1.      | 132    | 15.    |
| 2018/19 | 530    | 16.    | 330     | 11.     | 4      | 77.    |
| 2019/20 | 1697   | 2.     | 920     | 2.      | 177    | 14.    |
| 2020/21 | 376    | 20.    | 376     | 7.      | -      | -      |
| 2021/22 | 704    | 6.     | 424     | 5.      | 40     | 43.    |
| 2022/23 | 1139   | 10.    | 898     | 4.      | 16     | 98.    |
| 2023/24 | 1673   | 8.     | 1275    | 6.      | 113    | 51.    |
| 2024/25 | 1240   | 8.     | 956     | 8.      | 44     | 74.    |

## Persönliches
Weng ist die Cousine ersten Grades von Lotta und Tiril Udnes Weng sowie zweiten Grades von Martine Ek Hagen, die allesamt ebenfalls Skilangläuferinnen sind.